# Філіпп Гертен
Філіпп Гертен (англ. Philippe Guertin; нар. 18 січня 1991, Сент-Джон, округ Сент-Джон, Нью-Брансвік, Канада) — канадський плавець. Спеціаліст з плавання на довгі дистанції на відкритій воді.
Учасник Чемпіонату світу з водних видів спорту 2017, де на дистанції 10 кілометрів посів 28-ме місце.